# 吉林建筑大学
吉林建筑大学是一所以工为主，以土木建筑为特色，理、工、文、管、法、艺、经等多学科相互支撑、协调发展的吉林省重点建设的普通高等学校，是吉林省人民政府与住房和城乡建设部共建高校，是全国首批百所深化创新创业教育改革示范高校，是吉林省城乡基本建设领域高级专门人才培养基地、科技研发基地、产业发展决策咨询与技术创新服务基地。
学校坐落于国家级高新技术产业开发区——长春净月高新技术产业开发区。学校东部有净月潭国家5A级森林公园，南部有新立湖国家水利风景区，西部有长春的母亲河——伊通河。学校校园占地面积94.8万平方米，总建筑面积45.4万平方米。学校图书馆藏书140余万册，教学科研仪器设备总值4.37亿元。学校校园规划科学合理，功能齐全完备。学校不断完善人文环境、文化设施和景观建设，优化学习环境，充分满足学生成才需要。

## 历史沿革
学校始建于1956年，是新中国首批设立的十所建筑类专门学校之一。1960年经国务院批准，学校定名为吉林建筑工程学院，开始举办本科教育。1997年通过原国家教委本科教学工作合格评价。2003年学校成为硕士学位授权单位。2008年接受教育部本科教学工作水平评估取得“优秀”成绩。2010年学校从红旗街老校区整体迁入净月新校区。2013年更名为吉林建筑大学。2015年通过教育部本科教学工作审核评估。2017年学校被确定为吉林省博士学位授权单位立项建设高校。

## 办学条件
学校全日制在校生规模16000余名，其中，本科生15000余名，硕士研究生1400余名，全日制来华留学生百余名。学校现有教职员工1300余名，其中专任教师880名，具有高级专业技术职务的教师占专任教师总数的50%以上，具有博士学位的370余名，博士和硕士研究生导师420余名。学校汇聚了中国工程院院士、中央直接联系的高级专家、哲学社会科学领域资深教授、国家级有突出贡献中青年专家、享受国务院政府特殊津贴人员、国家有突出贡献的留学回国人员和教育部“新世纪优秀人才”“长白山学者”“长白山技能名师”、吉林省高级专家、吉林省拔尖创新人才第一二三层次人选、吉林省有突出贡献中青年专家、吉林省跨世纪学术学科带头人、吉林省第一批百名科技领军人才、吉林省首批学科领军教授、吉林省教学名师、吉林省优秀教师、吉林省品牌专业带头人、吉林省跨世纪中青年骨干教师、吉林省建筑大师和吉林省勘察设计大师等各类高层次专家、学者100余名。学校设有建筑与规划学院、土木工程学院、市政与环境工程学院等19个学院（部）。学校拥有建筑学、土木工程、环境科学与工程、材料科学与工程、测绘科学与技术、管理科学与工程、城乡规划学、设计学、应用经济学、马克思主义理论、安全科学与工程等11个硕士学位授权一级学科；拥有建筑学、机械、资源与环境、能源动力、土木水利、交通运输、风景园林、社会工作、电子信息、工程管理、艺术等11个硕士专业学位授权类别。其中土木工程为吉林省特色高水平学科“一流学科A类”学科；建筑学为吉林省特色高水平学科“一流学科B类”学科；材料科学与工程、管理科学与工程、环境科学与工程为吉林省特色高水平学科“优势特色学科A类”学科。智慧城市科学与工程为吉林省特色高水平学科“新兴交叉学科”。

## 院系设置
- 建筑与规划学院
- 土木工程学院
- 市政与环境工程学院
- 交通科学与工程学院
- 计算机科学与工程学院
- 电气与计算机学院
- 材料科学与工程学院
- 测绘与勘查工程学院
- 经济与管理学院
- 艺术设计学院
- 书法学院
- 基础科学部
- 体育教研部
- 继续教育学院

备注：文法学院与管理学院于2015年合并为经济与管理学院；外国语学院于2015年被依法撤销，暂停招生。

## 教学科研
学校坚持围绕国家和区域经济社会发展重大需求开展科学研究，以高水平科研支撑高质量教育教学和高质量社会服务。学校在严寒地区绿色建筑、松花江流域水环境治理与保护、建筑防灾减灾、城镇化建设规划、设施与不动产管理（FM）、建筑信息化协同设计（BIM）、历史建筑修复与利用等领域的研究处于国内先进水平。学校拥有“松辽流域水环境”“寒地建筑综合节能”2个教育部重点实验室。学校现有“松辽流域水资源与水环境”吉林省高校重大需求协同创新中心、吉林省建筑电气综合节能重点实验室、吉林省建筑一体化集成技术科技协同创新中心、吉林省结构与抗震科技创新中心、吉林省绿色与生态建材跨区域合作科技创新中心、吉林省新能源与环境科技创新中心、吉林省寒地绿色建筑技术工程研究中心、“新型建材”吉林省首批校企联合技术创新实验室、吉林省建筑业发展研究基地、吉林建筑文化研究基地在内的35个省（部）级以上科研平台。近年来，学校承担国家科技重大专项、国家重点研发计划、国家自然科学基金、国家社会科学基金、国家艺术基金等国家级科研项目120余项，各级纵向科研项目1000余项；学校获各级政府奖项300余项，其中，国家科技进步二等奖2项、国家技术发明二等奖1项、教育部科学技术进步一等奖1项。国家住房和城乡建设部授予学校“全国建设系统科技工作先进单位”荣誉称号。

## 合作交流
校为加快推进学校教育现代化进程，培养具有全球视野及国际竞争力的高层次国际化人才，先后与美国、英国、俄罗斯、日本、韩国、新加坡等50多个国家及地区的60多所高校和科研机构建立了合作交流关系，通过实施中外合作办学项目，积极引进发达国家的先进教育理念和优质教育资源，先后与俄罗斯太平洋国立大学、美国波特兰州立大学、美国杨斯顿州立大学在建筑学、工程管理、土木工程、电气工程及其自动化等专业合作举办本科层次中外合作办学项目；与美国爱荷华大学、美国旧金山艺术大学、英国莱斯特大学等国外高校及科研机构通过教师出国交流、学生互换交流及海外人才引进等开展学术交流与科研合作; 学校聘任了包括中国工程院外籍院士在内的百余名专家学者为名誉教授、客座教授等，每年邀请50余名国外专家学者到校讲学;每年派出师生300多人次赴国外进行学术交流、科研合作、考察访问和访学留学等。